# Terrorisme en France en 2020
Pour un article plus général, voir Chronologie des actes terroristes en France.
Cette page présente une chronologie des actes de terrorisme ou projets d'attentats en France durant l'année 2020 ainsi que des principaux événements en relation avec des attentats des années précédentes.

## Attentats
| Date         | Lieu                         | Nombre de morts        | Nombre de blessés | Description |
| ------------ | ---------------------------- | ---------------------- | ----------------- | --- |
| 3 janvier    | Villejuif (Val-de-Marne)     | 2 (dont 1 terroriste)  | 2                 | Attentat du 3 janvier 2020 à Villejuif Un homme a fait irruption dans le parc des hautes bruyères qui fait la jonction entre Villejuif et L'Haÿ-les-Roses. Armé d'une arme blanche, il blesse deux personnes et en tue une autre. Cette victime est morte des suites de ses blessures. L'individu se dirigera ensuite vers un centre commercial où il tombera face à une équipe de la Brigade anti-criminalité (BAC) qui l’abattra alors qu'il les menaçait. L'individu est connu pour d'importants troubles mentaux, il était régulièrement hospitalisé à Saint-Anne. Mais à la suite des investigations, une radicalisation de l'individu est prouvée, notamment grâce à la découverte d'ouvrages salafistes dans le sac à dos de l'assaillant ainsi qu'une préparation organisée de son passage à l'acte. Le parquet national antiterroriste se saisit de l’enquête le lendemain. |
| 5 janvier    | Metz (Moselle)               | 0                      | 1 (le suspect)    | Un homme fiché S tente d'attaquer des policiers avec un couteau tout en criant plusieurs fois « Allah Akbar ». L'individu est immédiatement neutralisé par des tirs dans les jambes, puis placé en garde à vue. |
| 4 avril      | Romans-sur-Isère (Drôme)     | 2                      | 5                 | Attentat du 4 avril 2020 à Romans-sur-Isère Un homme attaque au couteau des passants et des commerçants. Il aurait crié « Allah Akbar ». Il est interpellé peu après par la police. |
| 27 avril     | Colombes (Hauts-de-Seine)    | 0                      | 3                 | Vers 17 h 35, un homme percute volontairement avec sa voiture deux policiers à moto à Colombes (Hauts-de-Seine), les blessant grièvement. Il a sur lui une lettre d'allégeance à l'État islamique et, lors de son interrogatoire, exprime une volonté de représailles en réaction à la « situation en Palestine ». Il est mis en examen et écroué. |
| 14 juillet   | Bastia (Haute-Corse)         | 0                      | 0                 | Le 14 juillet, le groupe indépendantiste corse FLNC revendique un attentat à la bombe commis dans la nuit contre le siège du groupe départemental de gendarmerie dans la caserne de Montesoro à Bastia. Cependant, l'attentat n'a fait ni blessé ni dégâts matériels, au point que seul le fait que le bruit de l'explosion ait été entendu semble confirmer que l'attentat ait bien eu lieu. 12 personnes seront arrêtées le 6 octobre 2020, dont 9 mises-en-examen pour «association de malfaiteurs terroriste correctionnelle», «destruction ou dégradation en réunion» et «transport et l'acquisition d'armes de catégorie A ou B». |
| 25 septembre | Paris, 11e arrondissement    | 0                      | 2                 | Attaque du 25 septembre 2020 à Paris Vers 11 h 45, un individu armé d'un hachoir, agresse deux employés de la société de production audiovisuelle Premières Lignes devant leur locaux, rue Nicolas-Appert (l'ancienne adresse du journal satirique Charlie Hebdo, durant la période du procès des attentats de 2015). Les deux victimes sont évacuées dans un état grave. L'agresseur, arrêté près de l'Opéra Bastille, est un demandeur d'asile pakistanais se faisant passer pour mineur alors qu'il a en réalité 25 ans. Le parquet anti terroriste s'est saisi de l'enquête pour « tentative d’assassinat en relation avec une entreprise terroriste » . |
| 16 octobre   | Éragny-sur-Oise (Val-d'Oise) | 2 (dont le terroriste) | 0                 | Assassinat de Samuel Paty Vers 17 h, Samuel Paty professeur d'histoire au collège du Bois-d’Aulne, qui avait montré des caricatures dans le cadre d'un cours sur la liberté d'expression, est découvert décapité rue du Buisson-Moineau à Éragny-sur-Oise à proximité de l'établissement. L'auteur, un réfugié tchétchène, âgé de 18 ans s'oppose à une patrouille de police à proximité du lieu du crime: il est blessé par balles et meurt de ses blessures. L'attentat, en particulier son mode opératoire et sa cible, déclenchent un vive émoi dans l'opinion publique et la classe politique. Les premiers éléments de l'enquête sous la direction du PNAT mettent en lumière le rôle joué par les réseaux sociaux et des militants islamistes dans le drame. |
| 29 octobre   | Nice (Alpes-Maritimes)       | 3                      | 1 (le terroriste) | Attentat de la basilique Notre-Dame de Nice Vers 9 h, un Tunisien, arrivé en Europe il y a peu via Lampedusa, a attaqué plusieurs personnes au couteau dans la basilique Notre-Dame-de-l'Assomption, tuant trois personnes dont le sacristain. Il s'agit du deuxième attentat islamiste visant le culte catholique après l'attentat de l'église de Saint-Étienne-du-Rouvray en 2016 (outre la tentative d'attentat des églises de Villejuif en 2015). Le terroriste a été neutralisé par la police. Blessé, il a été transporté à l’hôpital Pasteur. |

## Tentatives et suspicions d'attentats déjouées
| Date           | Lieu                                     | Description |
| -------------- | ---------------------------------------- | --- |
| 21 janvier     | Brest                                    | Dans la ville de Brest et ses environs, sept hommes (dont un mineur) sont arrêtés. Ils sont soupçonnés d'avoir préparé la commission d'un attentat et d'un départ vers la zone irako-syrienne. |
| 23 janvier     | Épinal                                   | 3 personnes sont arrêtées dans la ville d’Épinal, dans les Vosges, elles sont soupçonnées de préparer un attentat. Un appartement est perquisitionné par la police judiciaire, assistée du RAID. Ils y retrouvent des explosifs. Le principal suspect est fiché S pour radicalisation. Le Parquet national antiterroriste est saisi de l'affaire,. |
| 12 mai         | Limoges                                  | Un ancien militaire proche des milieux suprémacistes et néonazis, croyant à la théorie complotiste du grand remplacement et ayant confié son admiration pour le terroriste d'extrême-droite Brenton Tarrant (celui qui a commis les Attentats de Christchurch en Nouvelle-Zélande) est interpellé par la Direction générale de la Sécurité intérieure, suspecté de préparer un attentat contre un lieu de culte juif. |
| 23 septembre   | Alès                                     | Un homme de 48 ans est arrêté dans le Nord après avoir menacé de s'en prendre au commissariat de la ville d'Alès (Gard). Commissariat contre lequel il vouerait une haine le poussant à vouloir y mourir en martyr après y avoir commis une attaque terroriste. |
| 29 octobre     | Sartrouville                             | Un homme est arrêté à Sartrouville en possession d'un couteau, à la suite de l'appel du père. Après le départ du fils pour l’église de Sartrouville. Celle-ci signale son intention « de faire comme à Nice ». L'homme est fiché S et déjà placé sous surveillance. Sa voiture a été fouillée par les démineurs sans retrouver d'explosif. |
| 31 octobre     | Paris                                    | Un homme est arrêté en possession d'un couteau et d'un Coran, après le signalement de son père, alertant sur sa volonté de tuer des gens. |
| 8 décembre     | Toulouse, Rennes, Dordogne, Val-de-Marne | Neuf personnes de la mouvance d'ultragauche sont interpellées, soupçonnées d’avoir voulu préparer une action violente sur la base d'une enquête menée par la DGSI. Six hommes et une femme ont été mis en examen pour « association de malfaiteurs terroriste » criminelle par le PNAT. Cinq ont été placés en détention provisoire et deux sous contrôle judiciaire. Parmi eux se trouve un individu ayant combattu auprès des milices kurdes du YPG au Rojava syrien. Les forces de l'ordre ont trouvé chez eux de quoi fabriquer du TATP, des billes d'aciers, un fusil à canon scié, un revolver et des munitions. |
| le 17 décembre | France                                   | Une figure de la complosphère et de l'ultradroite Éric-Régis Fiorile est de nouveau arrêtée par la DGSI, en lien avec le groupuscule « Les Barjols » qui projetait d'assassiner le président Emmanuel Macron. Il appelait aussi à des actions violentes sur Paris pour renverser le pouvoir. |

## Mesures de lutte contre le terrorisme
Durant l'été 2020, le Parlement adopte une proposition de loi prévoyant un large éventail de mesures de contrôle des détenus condamnés pour terrorisme à l'issue de leur peine de prison (suivi par le SPIP, contrôle judiciaire, bracelet électronique, autorisation préalable par le juge du déménagement, etc. avec un réexamen annuel) afin de prévenir une éventuelle récidive.
Issue du président de la commission des lois du Sénat Philippe Bas, ainsi que de la présidente de la  commission des lois de l'Assemblée nationale Yaël Braun-Pivet et du député Raphaël Gauvain, la quasi intégralité des dispositions de cette proposition de loi est censurée par le Conseil constitutionnel. Le Conseil estime bien que « le terrorisme trouble gravement l'ordre public par l'intimidation ou la terreur. L'objectif de lutte contre le terrorisme participe de l'objectif de valeur constitutionnelle de prévention des atteintes à l'ordre public », mais la loi « doit respecter le principe, résultant des articles 2, 4 et 9 de la Déclaration de 1789, selon lequel la liberté personnelle ne saurait être entravée par une rigueur qui ne soit nécessaire »,. Or, le Conseil estime que les mesures auraient permis « d'imposer diverses obligations ou interdictions, le cas échéant de manière cumulative, qui portent atteinte à la liberté d'aller et de venir, au droit au respect de la vie privée et au droit de mener une vie familiale normale » pour une durée longue de 5 à 10 ans sans modulation en regard de la peine initiale,. Enfin, le Conseil critique dans la décision le fait que les mesures de sûreté puissent intervenir même si le condamné n'a pas pu « bénéficier de mesures de nature à favoriser sa réinsertion » et que les renouvellements de la mesure de sûreté puissent être décidés « aux mêmes conditions que la décision initiale, sans qu'il soit exigé que la dangerosité de la personne soit corroborée par des éléments nouveaux ou complémentaires »,.

## Enquêtes
| Date       | Lieu                | Description |
| ---------- | ------------------- | --- |
| 30 juin    | La Courneuve, Paris | Deux hommes de 32 et 42 ans, nés en Tunisie, sont interpellés et placés en garde à vue pour « association de malfaiteurs terroriste criminelle ». Ils sont soupçonnés d'être membres d'un réseau européen prenant en charge, en France et en Allemagne, des djihadistes ayant séjourné au sein de Daech, en leur fournissant faux papiers et logements.                |
| 10 juillet | Paris               | Une information judiciaire est ouverte par le PNAT contre un djihadiste français, Nabil G. né en 1989 et dont la localisation est inconnue, accusé d’actes de « génocide » et de « crimes contre l’humanité » en Syrie entre 2015 et 2016 à l’encontre de Yézidis. Il est le second français mis en cause après Sabri Essid, pour des faits commis entre 2014 et 2016. |

## Procès
- 6 au 17 janvier : Procès de 24 personnes devant la cour d'assises spéciale de Paris de 24 djihadistes dont 19 sont jugés par défaut car présumés morts après avoir combattu en zone irako-syrienne parmi lesquelles Mohamed Belhoucine considéré comme le mentor d'Amedy Coulibaly l'un des terroristes des attentats de janvier 2015 et Quentin Roy un kamikaze présumé. Plusieurs individus sont issus de la filière de Sevran ayant fréquenté la mosquée des "radars". Les 19 personnes jugées par défaut dont 4 femmes sont condamnées à des peines de 25 à 30 ans de prison sauf Belhoucine qui écope de la réclusion criminelle à perpétuité[29] . Ces personnes pourront être rejugées en leur présence. Les 5 personnes présentes à leur procès sont condamnées de 2 ans de prison avec sursis à 12 ans de prison.
- 20 au 24 janvier : Jugé devant la cour d'assises spéciale de Paris, Mourad Farès, 35 ans, est condamné à 22 ans de réclusion criminelle pour avoir incité des aspirants au djihad à partir pour la Syrie (dont certains membres du commando ayant attaqué le Bataclan en 2015) et y avoir dirigé un groupe de combattants francophones au sein de l’organisation État islamique en Irak et au Levant, puis un groupe affilié au Front Al-Nosra. Son complice Ali Eddine Benali, 25 ans, est condamné à 5 ans dont 3 ans de sursis avec mise à l’épreuve. Possiblement morts, Bilel Ben Mimoun et Hachmi Hattabi sont condamnés à 30 ans de réclusion criminelle[30].

- 27 au 31 janvier : Deux frères ayant été interpellés en 2017 à Clichy-sous-Bois avec des explosifs dans le cadre d'un projet d'attentat islamiste sont jugés par la cour d'assises spéciale de Paris. Sont également jugés deux complices étant déjà en prison à l'époque des faits notamment pour financement du terrorisme mais qui ont participé au projet d'attentat. Le procès met en lumière une cellule familiale et une cellule carcérale. La cour condamne l'un des frères à 15 ans de prison mais acquitte le petit frère. Leur cousin, qui était en prison, est en revanche condamné à 17 ans de réclusion, et son codétenu à 10 ans de prison[31].
- 20 au 25 février : Procès de Reda Hame arrêté en 2015 après un bref séjour en Syrie. Il avait été en contact avec Abdelhamid Abaaoud et devait effectuer un attentat en France même si sa volonté n'a pas été démontrée. Il est finalement condamné à 12 ans de prison avec sûreté des 2/3[32], le parquet avait réclamé 20 ans de prison, la peine maximale.
- 2 au 5 mars : Procès de Jérôme Lebeau et de sa mère devant la cour d'assises spéciales de Paris, il est jugé pour avoir tiré sur les policiers avec un fusil fourni par sa mère au moment où les forces de l'ordre venaient l'interpeller pour apologie du terrorisme chez lui à La Réunion. Il est reconnu coupable de tentative d'assassinat sur personne dépositaire de l'ordre public et est condamné à 28 ans de prison[33]. Sa mère est quant à elle condamnée à 5 ans de prison dont 4 fermes.
- 17 au 19 juin : Procès de Sébastien Andurand qui après être rentré de Syrie a envisagé un attentat à Toulouse. Il est condamné à 12 ans de prison avec une période de sûreté des 2/3.

- 25 juin au 3 juillet : Procès de Tyler Vilus devant la cour d'assises spéciale de Paris. Radicalisé en 2011, il milite d'abord en Tunisie au sein du groupe Ansar al-Charia puis rejoint la Syrie en 2013 et y fait venir sa mère, qui sera condamnée à 10 ans de prison en 2017. Suspecté d'être membre d'une brigade comprenant Abdelhamid Abaaoud , il est arrêté le 2 juillet 2015 à Istanbul et suspecté d'avoir voulu préparer un attentat en France et mis en examen des faits « meurtre en bande organisée en relation avec une entreprise terroriste »[34] . Il est condamné à 30 ans de prison, assortis d’une période de sûreté des deux tiers. Le Parquet, qui avait requis la perpétuité, fait appel[35] .

- 2 septembre au  16 décembre : Procès des attentats de janvier 2015[36] : il s'agit du premier attentat islamiste à être entièrement filmé en France[37]. Le procès est largement interrompu entre le 2 novembre et le 2 décembre à cause de la contamination de plusieurs détenus à la Covid-19[38],[39]. Les auteurs des attentats étant morts, seuls leurs complices et des logisticiens sont jugés. A noter que le trafiquant d'armes Claude Hermant, proche de la mouvance identitaire d'extrême droite[40], a été condamné en février 2019 en appel à 8 ans de prison et 30 000 € d'amende pour avoir importé les armes qui ont servi in fine à Coulibaly. L'instruction avait établi qu'il n'était pas en contact direct avec le terroriste[41] et il a donc été jugé séparément par un tribunal correctionnel. 14 accusés sont jugés[42]. Hayat Boumeddiene, la femme de l'auteur de l'attentat de Montrouge et de l'Hyper Cacher présumée en fuite, et deux frères Belhoucine présumés morts en zone irako-syrienne sont jugés par défaut. A l'occasion du procès, Charlie Hebdo décide de republier les caricatures de Mahomet au nom de la liberté d'expression avec le soutien de l'opinion publique hormis les Français se déclarant de confession musulmane[43].  Le président de la République, Emmanuel Macron défend la liberté de Charlie Hebdo de republier les caricatures et " la liberté de blasphémer " [44]. Cette republication entraîne une vague d'indignation et d'appel au boycott des produits français dans le monde musulman notamment au Pakistan, en Iran et au Bangladesh[45]. Les relations franco-turques déjà sous tensions[46],[47]s'enveniment à la suite des commentaires de certains membres du gouvernement turc et de la caricature de Recep Tayyip Erdoğan par Charlie Hebdo[48].  L'attaque du 25 septembre 2020 devant les anciens locaux de Charlie Hebdo est commise par un Pakistanais en représailles à la republication des caricatures. Dans une moindre mesure, les caricatures et la volonté de lutter contre l'islamisme provoquent dans le monde anglo-saxon des critiques d'incompréhension qui accusent la France de trop en faire contre l'islam en voulant lutter contre le terrorisme[49]. Dans ce contexte, Emmanuel Macron s'efforce d'expliquer[50] la laïcité française et la distinction entre l'islamisme et l'islam dans des médias anglo-saxons après son discours sur le "séparatisme islamiste"[51]. Le 16 octobre l'attentat de Conflans dans lequel Samuel Paty, professeur d'histoire-géographie, est décapité pour avoir montré les caricatures dans le cadre d'un cours sur la liberté d'expression prend place et déclenche un émoi et une colère nationaux[52]. Malgré ce contexte tendu et extérieur, bien que lié, le procès n'est pas perturbé en lui-même par ces évènements. La plupart des accusés reconnaissent leur participation à une association de malfaiteurs mais nient son caractère terroriste, pensant que Coulibaly, délinquant multirécidiviste voulait commettre d'autres larcins. Parmi les principaux accusés, presque tous se défendent d'avoir eu connaissance de la finalité du projet y compris Ali Riza Polat ami de longue date de Coulibaly et les anciens codétenus de Coulibaly : Nezar Pastor Alwaki et Amar Ramdani.

- 16 au 19 septembre : Placé sous contrôle judiciaire depuis sa mise en examen en septembre 2016, un étudiant de Douarnenez est condamné à deux ans de prison avec sursis par la cour d’assises spéciale de Paris pour avoir créé un groupe de discussion fréquenté par le terroriste Rachid Kassim. Détenu depuis sa mise en examen en août 2016, l'étudiant tahitien Raïme Ariiveheataiteraipoiri, handicapé par la maladie de Charcot, et qui reconnut au cours de l’instruction avoir envisagé de s’attaquer à un commissariat ou à des militaires est condamné à 12 ans de prison, bien qu'aucun projet précis d'attentat ne lui soit imputé[53].

- 5 octobre au 5 novembre  : Procès de Sid-Ahmed Ghlam et de neuf autres personnes dont deux complices présumés devant la cour d'assises spéciale de Paris, pour le meurtre d'Aurélie Châtelain et un attentat raté contre deux églises de Villejuif le 19 avril 2015[54]. Les deux commanditaires Abdelnasser Benyoucef et Samir Nouad qui ont piloté le projet depuis la zone irako-syrienne sont jugés par défaut car présumés morts en Syrie. Ghlam refuse d'avouer le meurtre et explique avoir renoncé par lui-même à commettre l'attentat malgré sa préparation minutieuse. La cour suit les réquisitions du parquet et le déclare coupable du meurtre et de la tentative d'attentat. En répression il est condamné à la peine maximale : la réclusion criminelle à perpétuité assortie d'une période de sûreté de 22 ans ainsi que d'une interdiction définitive du territoire français[55]. Benyoucef et Nouad écopent de la même peine. Les deux complices sont condamnés à respectivement 30 et 25 ans de prison avec sûreté des 2/3, un autre à 15 ans de prison pour association de malfaiteurs terroristes et deux individus ayant fourni des armes sont condamnés à 6 ans de prison ferme.

- 12 au 14 octobre : Procès de Farid Ikken qui avait agressé au marteau trois policiers au nom du groupe État islamique le 6 juin 2017 sur le parvis de Notre-Dame de Paris . Il est condamné à une peine de 28 ans de prison, avec une peine de sûreté des deux tiers et une interdiction définitive du territoire français[56],[57].
- 27 novembre 2020 au 4 février 2021 : au tribunal d'Anvers en Belgique, procès de plusieurs Iraniens dont l'ancien diplomate à l'ambassade d'Iran à Vienne Assadollah Assadi, qui avaient préparé un attentat à la bombe contre un rassemblement en France d'opposants au régime iranien, le Conseil national de la résistance iranienne, pour le 30 juin 2018 à Villepinte. Les arrestations avaient eu lieu en France, Belgique et Allemagne. Le 4 février 2021, Assadi est condamné à 20 ans de prison. Trois complices belges d'origine iranienne sont également condamnés à des peines allant de 15 à 18 ans de prison, ainsi qu'à la déchéance de leur nationalité belge[58].

- 16 décembre 2020 : Dans le cadre du procès des attentats de janvier 2015, après trois mois d’une audience filmée pour la première fois, et 48 heures de délibération, les cinq magistrats professionnels de la cour d'assises spéciale de Paris ont rendu leur verdict avec des peines allant de 4 ans de prison à la réclusion à perpétuité, avec des quantums de peine dans l'ensemble inférieures aux réquisitions du parquet national antiterroriste, les juges écartant la qualification terroriste pour 6 des 11 accusés présents. Ali Riza Polat est condamné à trente ans de réclusion criminelle pour "complicité" des crimes terroristes commis par les frères Kouachi et Amédy Coulibaly avec une période de sûreté des deux tiers. Mohamed Belhoucine, présumé mort en Syrie et qui était également jugé par défaut, a été condamné à la plus lourde peine, la perpétuité, alors qu'Hayat Boumeddiene, jugée par défaut écope de 30 ans de réclusion. Amar Ramdani reçoit la plus lourde peine avec 20 ans de prison dont une période de sûreté des deux tiers. Nezar Mickael Pastor Alwatik, est condamné à 18 ans de réclusion, et Willy Prevost à 13 ans de réclusion.  Des peines allant de cinq à dix ans de prison ont ainsi été prononcées pour délit "d'association de malfaiteurs" à l'encontre de Metin Karasular, Michel Catino, Abdelaziz Abbad et Miguel Martinez. Huit ans de prison ont été prononcés contre Saïd Makhlouf et Mohamed Fares, reconnus coupables des mêmes faits. Le seul accusé qui comparaissait libre, Christophe Raumel, a été condamné à 4 ans de prison. Présumé mort, Mehdi Belhoucine, frère de Mohamed Belhoucine: le jeune homme, ne reçoit pas de peine ayant déjà été condamné en janvier 2020[59]

- 17 décembre 2020 : dans le cadre du procès sur l'attentat du train Thalys le 21 août 2015, la cour spéciale d'assises de Paris condamne le tireur, Ayoub El-Khazzani, à perpétuité avec une période de sûreté de 22 ans pour « tentatives d’assassinats terroristes ». Bilal Chatra, l’éclaireur algérien qui avait permis au terroriste et à son donneur d’ordre, Abdelhamid Abaaoud, de rentrer de Syrie en leur ouvrant la route des Balkans, est condamné pour complicité à 27 ans de réclusion. Également mis en cause dans les attentats du 13 novembre 2015, le Belge Mohamed Bakkali, qui aurait convoyé El-Khazzani et Abaaoud jusque Bruxelles est condamné à 25 ans de réclusion pour complicité. Un autre passeur, dont la complicité idéologique n'est pas avérée mais qui aurait fait passer Abaaoud en Europe, le migrant marocain Rédouane El Amrani Ezzerifi est condamné plus légèrement à 7 ans d’emprisonnement pour « association de malfaiteur terroriste criminelle »[60].

## Mémoire et Aide aux victimes
- 11 mars : le président de la République Emmanuel Macron préside place du Trocadéro la première journée nationale d’hommage aux victimes du terrorisme aux côtés du roi d’Espagne, Felipe VI, du premier ministre Édouard Philippe et du commissaire européen à la Justice Didier Reynders. Il affirme que le projet d’un musée-mémorial des victimes du terrorisme se poursuit dans le cadre d'une mission confiée à l’historien Henry Rousso[61]
- 9 août : Frédérique Calandra prend ses fonctions de déléguée interministérielle à l'aide aux victimes, succédant à Élisabeth Pelsez[62],[63].